# 祝阿、临淄之战
祝阿、临淄之战，东汉建武五年（29年）十月，劉秀平定關東之戰时，建威大将军耿弇在祝阿（今山东省济南市长清区东北）、临淄（今山东省淄博市东北临淄故城）等地击灭张步的战役。
王莽末年，琅邪人张步率众数千，占琅邪郡（郡治东武县，今山东省诸城市）。梁王刘永见张步兵强，任命其为辅汉大将军，督青、徐二州。27年，立张步为齐王，张步以剧县（今山东省昌乐县西北）为中心，攻占今山东北部大部地区，与梁王刘永联合拒东汉刘秀。29年十月，耿弇率领骑都尉刘歆、泰山郡太守陈俊进攻张步。张步以大将费邑屯军历下（今山东省济南市）、祝阿，并沿钟城（今山东省济南市南）等地立营数十座设防。耿弇率军渡过黄河、济水，先破祝阿，钟城军惊恐，逃走。接着，耿弇假装攻打巨里（今山东省济南市东北），诱费邑率兵三万余人援救。耿弇以三千人围困巨里，自率主力至山坡上，居高临下，大败费邑军。杀费邑。费敢率残部逃到张步驻守的剧县。汉军乘胜连破张步军四十营，占领济南郡（郡治东平陵县，今山东省济南市章丘区西北），大军进抵临淄、西安（今山东省桓台县东）间的画乡（位于西安城东南）。西安城小坚固，守军精良，耿弇扬言五日后攻西安，暗中却进逼临淄，半日即克，使西安守军陷于孤立，即弃城逃至剧县。汉军占西安后，屯兵不进。张步见汉军兵少疲惫，率号称二十万大军反攻临淄。耿弇示弱，诱张步至临淄城下，使其与刘歆、陈使等部作战，自率一部向城东攻击张步军侧翼，大败张步军。次日再战，杀伤无数。张步引军逃走又被耿弇的伏兵击败。汉军追击，张步经剧退到平寿（今山东省昌乐县东南），张步受光武帝封侯，斩杀率万余来救援的苏茂，率众十万降汉。